# Apagón en la península ibérica de 2025
El apagón en la península ibérica fue una interrupción generalizada del suministro eléctrico que ocurrió el lunes 28 de abril de 2025 a las 12:33 horas (CEST) y afectó principalmente a España peninsular, Portugal continental y Andorra, así como, en menor grado, a zonas del sur de Francia. Afectó a más de 50 millones de personas. El corte de energía provocó dificultades severas en las telecomunicaciones y el sistema de transporte y más moderadas en otros sectores esenciales. Fue un corte de electricidad sin precedentes en la península ibérica, si bien no tuvo un componente catastrófico. Sucesos derivados del apagón se cobraron la vida de ocho personas. Tras una paulatina recuperación que comenzó durante la tarde, en la madrugada del 29 de abril la península ya contaba con electricidad.
El presidente del Gobierno de España, Pedro Sánchez, explicó al respecto: «Quince gigavatios de generación se han perdido súbitamente del sistema [...] en apenas cinco segundos». Declaró que no se descartaba ninguna hipótesis sobre lo sucedido y pedía cautela a la ciudadanía. La vicepresidenta tercera del Gobierno y ministra de Transición Ecológica, Sara Aagesen, indicó el 14 de mayo en el Congreso de los Diputados que se ya se había podido saber que hubo «tres eventos de pérdida de generación por un acumulado de 2,2 gigavatios (GW) en las provincias de Granada, Badajoz y Sevilla en poco más de veinte segundos, entre las 12:32.57 h y las 12:33.17 h, [...] cuya causa y consecuencia están todavía por concretar». El informe presentado por el Ministerio el 17 de junio concluye que el apagón tuvo una causa multifactorial derivada de una combinación de fallos técnicos, como oscilaciones de frecuencia mal amortiguadas, una programación deficiente del sistema eléctrico, señalando a Red Eléctrica de España (REE), y respuestas incorrectas de algunas plantas generadoras, señalando a las grandes compañías eléctricas, aunque sin concretar empresas y personas jurídicas implicadas por confidencialidad.

## Hechos

### Antecedentes
En diciembre de 2024, el sistema eléctrico sufrió varias incidencias. La presidenta de la World Nuclear Association, Sama Bilbao, indicó que España «había estado un par de veces a un papel de fumar de tener blackouts», refiriéndose a la activación en dicho mes, en dos ocasiones, del denominado servicio de respuesta activa de la demanda (SRAD), un mecanismo del operador del sistema que permite desconectar de la red a grandes industrias. Durante dos jornadas fue necesario activar el mecanismo de ajuste debido a una combinación de factores: la parada simultánea de los dos reactores de la central nuclear de Ascó (uno por recarga de combustible y el otro por tareas de reparación), una elevada demanda eléctrica provocada por las bajas temperaturas y un escaso rendimiento de la energía eólica por la ausencia de viento.
No fue la única ocasión de 2024 en que se recurrió al mecanismo que obliga a la gran industria a reducir su consumo eléctrico. En mayo, coincidiendo nuevamente con una parada en la central de Ascó y una baja producción eólica, REE activó el servicio de respuesta activa de la demanda, que permite desconectar hasta 609 MW de consumo industrial «para garantizar los niveles de reserva establecidos en los procedimientos de operación».
En enero de 2025, la Comisión Nacional de los Mercados y la Competencia (CNMC) alertó sobre problemas para el control de tensión en la red eléctrica y advirtió que la alta penetración de renovables y una demanda reducida estaban provocando elevadas oscilaciones en los niveles de tensión, lo que podría desembocar en apagones.
Durante la Semana Santa de 2025, los precios de la electricidad en España bajaron tanto que varias centrales nucleares decidieron parar su producción. Esto ocurrió porque las energías renovables, como la solar, la eólica y la hidráulica, que son más baratas, produjeron mucha electricidad al tiempo que la demanda bajó porque mucha gente estaba de vacaciones. De hecho, durante unas horas al día, el país era capaz de producir con renovables una mayor cantidad de electricidad de la que necesitaba y exportaba el excedente a los países vecinos. Además, por primera vez España utilizaba solo tres de los siete reactores nucleares nacionales. Uno estaba en mantenimiento y los otros tres se apagaron porque no era rentable seguir produciendo energía con precios tan bajos.
El 22 de abril una incidencia en la red eléctrica provocó una parada automática de la refinería de Repsol en Cartagena. Esta interrupción llevó a la multinacional a notificar dos días después a sus principales clientes que suspendía temporalmente las entregas de producto y activaba una «cláusula de fuerza mayor» que legalmente eximía a la empresa de responsabilidad al no poder cumplir sus compromisos por causas externas e imprevisibles. Otro incidente similar también afectó a la red ferroviaria de alta velocidad entre Madrid y Asturias, hecho que el ministro de Transportes, Óscar Puente, achacó en su perfil de X a «un exceso de tensión en la red (eléctrica)». Estas incidencias son relativamente habituales, pues la red eléctrica debe mantener un complejo sistema de equilibro constante entre oferta y demanda de electricidad y los desajustes tienen que resolverse en tiempos muy cortos. REE explicó en un informe que en los días 22 y 24 de abril el sistema sufrió una combinación de incidentes que, aunque por separado son relativamente comunes, nunca antes habían ocurrido al mismo tiempo, lo que generó una situación inédita de inestabilidad que los técnicos tuvieron que resolver en poco tiempo, esta vez con éxito.
El Reino Unido experimentó una actividad inusual en su red eléctrica horas antes de que se produjera el apagón en amplias zonas de España y Portugal. El operador del sistema eléctrico británico (NESO) confirmó que investigaba cambios inexplicables en la frecuencia eléctrica detectados el domingo anterior, tanto de madrugada como por la tarde, en la central de ciclo combinado Keadby II y en la interconexión Viking Link con Dinamarca. Aunque se cree que se trató de desconexiones que se lograron contener, aún se desconoce la causa. Las autoridades consideran «altamente improbable» que estos eventos estén relacionados entre sí o con los apagones ocurridos posteriormente en la península ibérica.

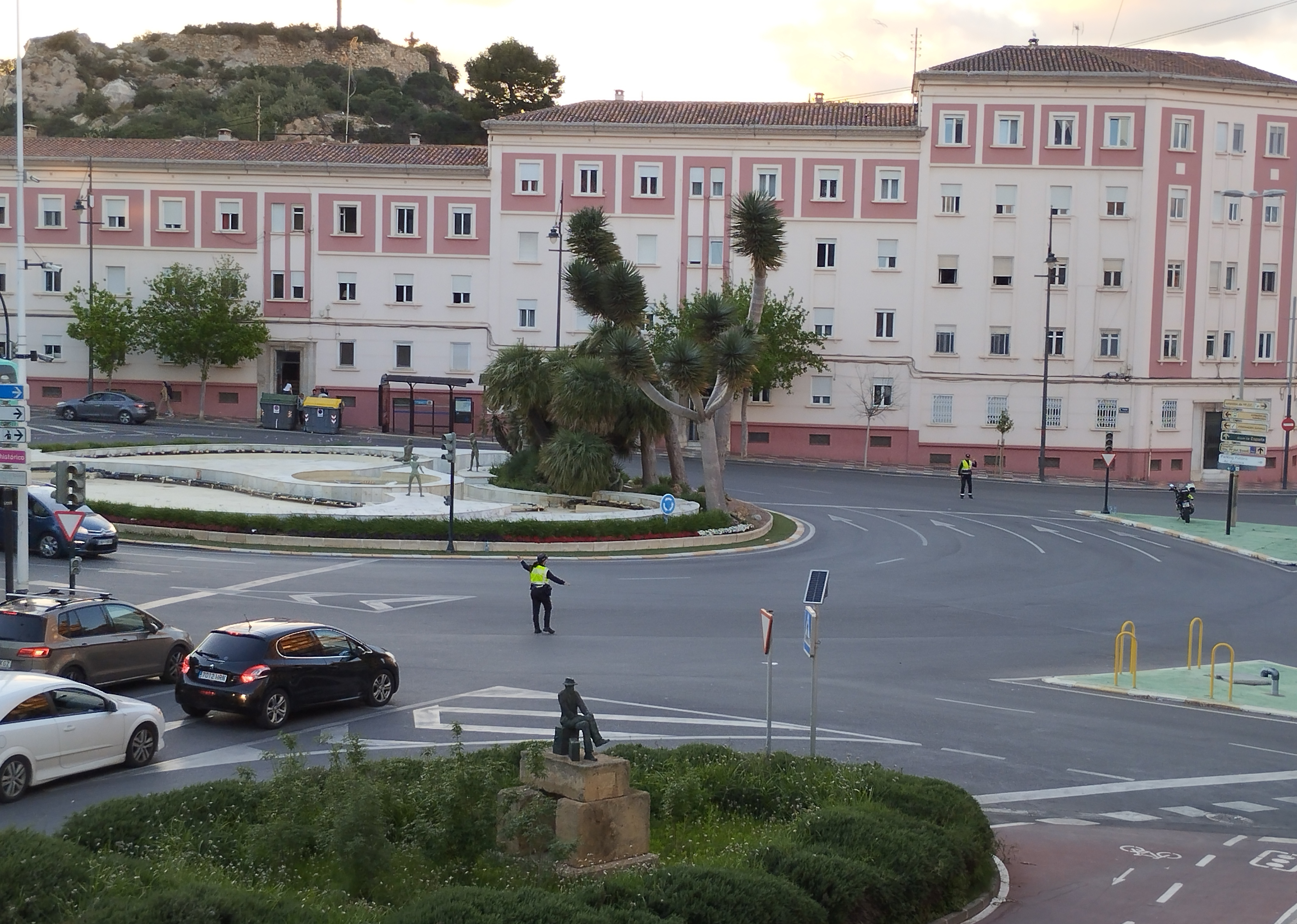
Agentes de policía regulando el tráfico en Cartagena, ante la inoperatividad de los semáforos

Algunos alcaldes catalanes de la comarca del Bajo Campo, en la provincia de Tarragona, recibieron avisos por SMS, por parte de e-distribución, distribuidora de Endesa, alertando de un apagón eléctrico el domingo. Sin embargo, según Endesa, los mensajes se habrían enviado por error y no tendrían nada que ver con el apagón del día siguiente. Se trataría de un plan piloto en pruebas para alertar de este tipo de situaciones. De hecho, muchos de estos alcaldes recibieron el lunes un SMS avisando del cero eléctrico nacional.

### Día del apagón
Según distintos medios, que citan a «fuentes del sector» aunque sin precisarlas, la red eléctrica española habría estado teniendo problemas de estabilidad horas antes del apagón, con fluctuaciones de frecuencia. Los cambios de oferta y demanda en el sistema se producen continuamente con frecuencia y es responsabilidad de Red Eléctrica de España (REE), operador único y transportista de la red, casar estos cambios continuos, pudiendo cortar la energía a grandes consumidores industriales, con los que existen acuerdos para ello, si se necesita desviar tensión a consumos críticos. Media hora antes del corte se detectaron dos periodos de oscilaciones anómalas de tensión y frecuencia en el sistema eléctrico europeo.

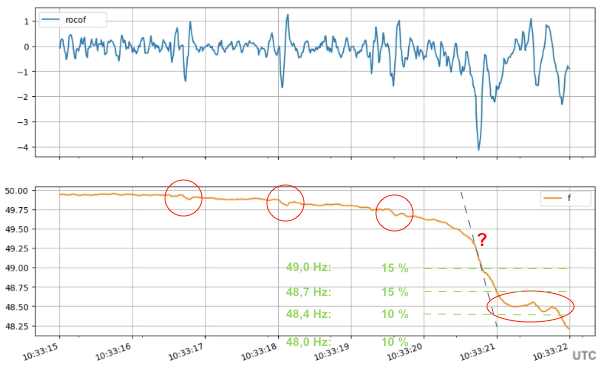
Descenso de la frecuencia de la red en la península ibérica, en naranja, poco antes del apagón, incluido el ROCOF, en azul (media de ~100 ms). Las líneas verdes discontinuas indican los umbrales de activación del deslastre de carga

El lunes 28 de abril de 2025 a las 12:33 h (CEST) en el sistema eléctrico español se desconectaron en cinco segundos 15 000 megavatios de energía eléctrica, el 60 % de la producción eléctrica del país. Las fuentes disponibles en el momento no pudieron hacer frente a la demanda y se interrumpió todo el flujo eléctrico en España y por extensión en Portugal, Andorra y el sur de Francia. Únicamente afectó a la península, puesto que los archipiélagos de ambos países cuentan con su propia red.
Red Eléctrica de España (REE) indicó que a esa hora sus sistemas detectaron «un elemento compatible con una pérdida de generación» en la región suroeste peninsular, «que fue superado satisfactoriamente». Un segundo y medio después ocurrió «otro elemento compatible con pérdida de generación de las condiciones del sistema eléctrico», lo que desembocó otros 3,5 segundos después en «unas condiciones compatibles con las oscilaciones detectadas» en el momento del apagón. Indicó que «es muy posible que la generación afectada pueda ser solar», aunque reiteró que las conclusiones son preliminares.
Francia detectó anomalías en la frecuencia de la red eléctrica española y se desconectó automáticamente para proteger su propio sistema y el del resto de Europa. Esta desconexión dejó a España y Portugal sin apoyo externo, lo que contribuyó al fallo completo del sistema eléctrico.
Tras el apagón, las centrales nucleares españolas se desconectaron automáticamente de la red eléctrica por seguridad y dejaron de producir energía. Este procedimiento es estándar en situaciones de pérdida total de suministro para proteger los reactores y garantizar su estabilidad. Para evitar el sobrecalentamiento del reactor, se activa el protocolo SCRAM para parar la reacción nuclear. Tras esto, las centrales necesitan unos días para volver a funcionar con normalidad.
Aproximadamente a las 16:00 (CEST), el operador eléctrico español Red Eléctrica estimó que el restablecimiento del servicio tardaría entre seis y diez horas, aunque aproximadamente a la misma hora el operador de red portugués indicó que la normalización podría tardar hasta una semana.

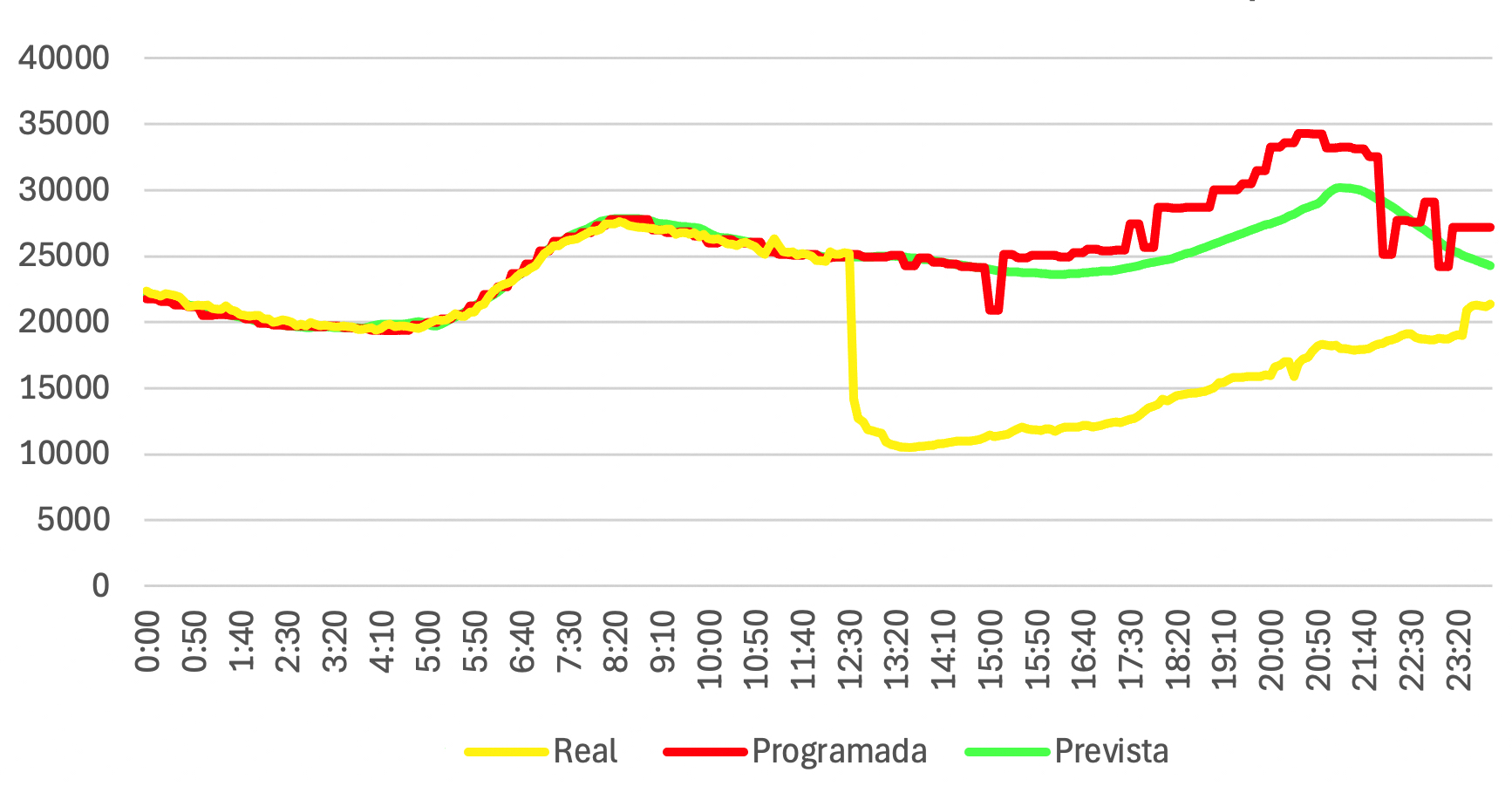
Curvas de demanda, real, programada y prevista, de energía eléctrica el día 28 en España, en MW, donde se puede ver que a partir de las 12:33 la demanda real cae en picado

A las 12:33 horas (CEST) toda la península se quedó sin electricidad a la vez y con la misma intensidad: cero absoluto. En las poblaciones portuguesas, españolas y fronterizas dejaron de funcionar los semáforos, todos los ferrocarriles (incluidos las redes de metro), los ascensores de todos los edificios y las telecomunicaciones. Estas últimas presentaron fallos o directamente desaparecieron, según las antenas se quedaban sin baterías de respaldo. Sólo tenían suministro aquellos edificios que tuvieran generadores propios de electricidad, como todos los hospitales nacionales, y los edificios críticos, como los estudios de la radio y televisión. Precisamente la radio, ya sea la de los vehículos o con baterías (transistores), se convirtió en el único medio de comunicación al que pudo acceder la población, ante la suspensión de internet y la televisión.
A pesar de la situación, no se desató el caos generalizado, más allá del ferrocarril y el tráfico en lugares concretos, como en la red de autovías de la Comunidad de Madrid, que colapsó. Respecto al tráfico, las autoridades pidieron no hacer desplazamientos innecesarios.
Si bien la población se dirigió a los supermercados y tiendas con la intención de abastecerse mediante compras de pánico, los países no estuvieron cerca del desabastecimiento, aunque se dieron situaciones de colas y escasez en varias superficies. Algo más compleja fue la situación en las gasolineras, que no funcionaron al fallar sus bombas. Asimismo, los datáfonos dejaron de funcionar, lo que obligó a consumir únicamente con dinero en efectivo. Adicionalmente, los cajeros automáticos se apagaron según se quedaron sin batería, si bien la banca electrónica funcionó correctamente.

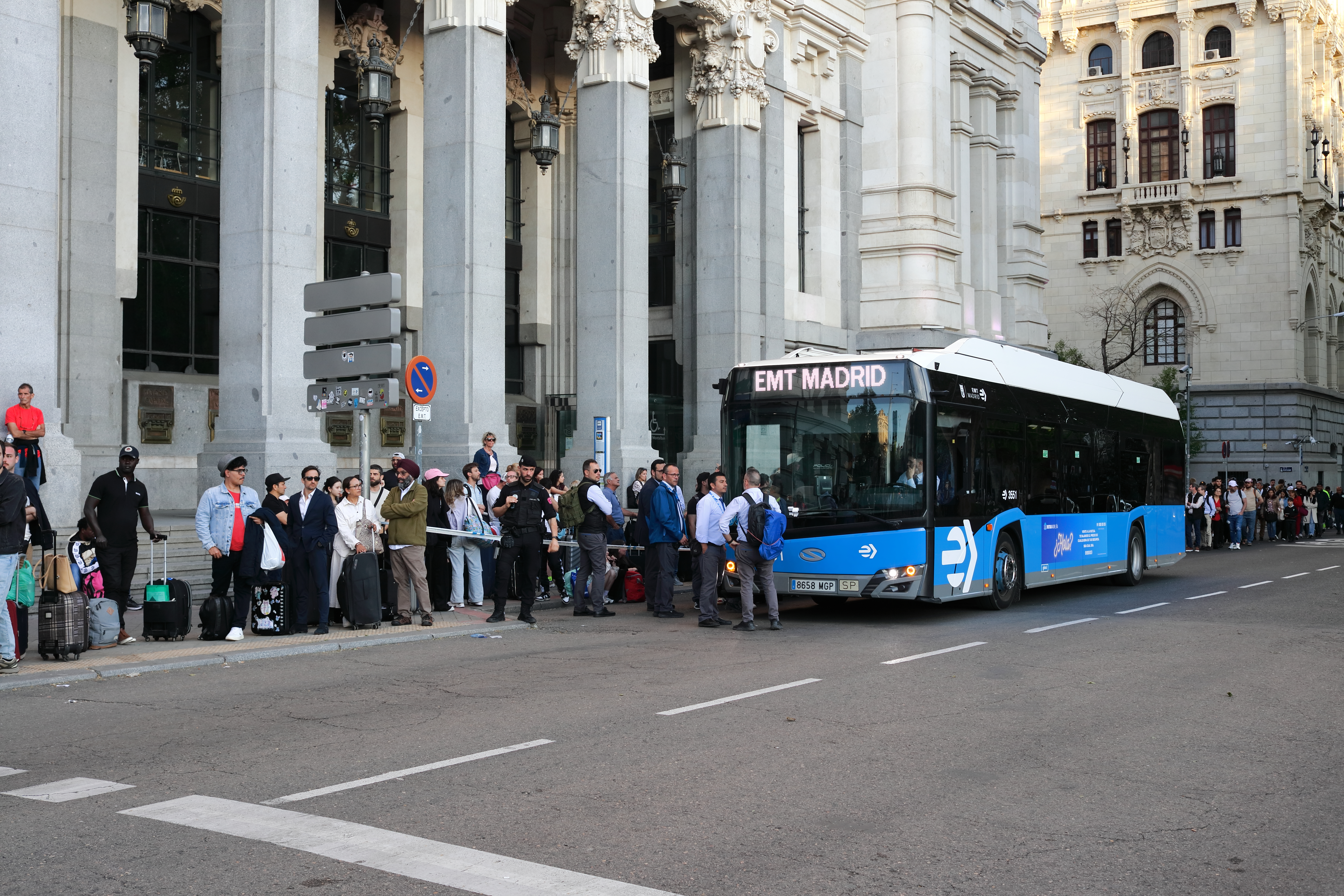
Larga cola de espera para coger un autobús junto al palacio de Cibeles, Madrid

Ante la interrupción de la jornada laboral y gracias a las buenas temperaturas que había en la península, quedaron llamativas estampas de la población en la calle, terrazas y parques. En España no tuvo consecuencias a nivel laboral, a pesar de que en muchos casos las personas no pudieron realizar su trabajo, gracias a los permisos introducidos en el Estatuto de los Trabajadores tras las inundaciones de la DANA de 2024.

### Restablecimiento del sistema
La recuperación fue gradual, pues en algunas zonas la luz llegó antes que en otras. A partir de las 17:00 comenzó la recuperación eléctrica y continuó hasta la madrugada del martes 29 de abril. Para las 19:00 del 28 de abril el 35 % de la demanda contaba con electricidad. A la llegada de la noche, sobre las 22:00, el 43 % de la demanda española contaba con tensión. A las 6 de la mañana Red Eléctrica comunicó que el 99 % de la demanda estaba abastecida.
Cuando se produce un apagón general en toda España, Red Eléctrica de España (REE), que es la empresa responsable de gestionar el sistema eléctrico, tiene un plan especial para recuperar el suministro. Este produce el reinicio completo del sistema mediante arranque en negro y está pensado para restablecer toda la red eléctrica desde cero, sin necesidad de depender de otras redes o países.
El proceso comienza identificando las centrales eléctricas que pueden arrancar sin ayuda externa. Son, sobre todo, centrales hidroeléctricas, porque necesitan muy poca energía para empezar a funcionar. Usan el agua almacenada en embalses para generar electricidad, lo que las hace especialmente útiles en estos casos. Si los embalses están llenos, como ocurrió en la primavera de 2025 en España tras las intensas lluvias de marzo, estas centrales pueden ponerse en marcha rápidamente y ayudar a recuperar el sistema con mayor agilidad.
En este caso, la central hidroeléctrica de Aldeadávila II, propiedad de Iberdrola, fue clave para iniciar la recuperación del sistema. Gracias a su capacidad de arranque en negro, esta instalación generó electricidad sin necesidad de suministro externo, utilizando baterías, generadores autónomos y el impulso del agua embalsada. Mientras la mayoría de las centrales eléctricas del país dependían de energía externa para reactivarse, Aldeadávila puso en marcha sus turbinas y comenzó a inyectar tensión en la red, lo que permitió a Red Eléctrica de España (REE) conectar progresivamente la demanda y restablecer el servicio.
Una vez que se logra que estas primeras centrales funcionen, REE no intenta restablecer toda la red eléctrica de golpe. En lugar de eso, enciende pequeñas «islas» independientes, que funcionan por separado, con una central abasteciendo la zona colindante. Ejemplos de estas islas son Galicia-León, Aragón-Cataluña o Duero-Francia. Cada una debe estabilizar su frecuencia y tensión antes de conectarse al resto del sistema.
Cuando las islas ya están estables, se procede a sincronizarlas, es decir, a interconectarlas. Esto se hace con mucho cuidado, pues cualquier desequilibrio al unirlas podría causar nuevos fallos. Se trata de construir poco a poco un sistema eléctrico unificado, asegurándose de que todo está en orden antes de seguir avanzando.
Además, REE colabora con las empresas eléctricas, con la Unidad Militar de Emergencias (UME) y con las fuerzas y cuerpos de seguridad. Esta cooperación permite tener acceso rápido a infraestructuras clave y actuar de forma coordinada en una situación crítica.
Todo este protocolo sigue una normativa europea, el Reglamento UE 2017/2196, que establece cómo deben actuar los países ante apagones grandes. De hecho, REE ya probó este sistema en un simulacro en 2016 junto a Francia y Portugal.
Aunque el protocolo de arranque en negro de REE permite reiniciar la red sin depender de apoyo externo, las conexiones internacionales fueron cruciales para estabilizar y acelerar la restauración del sistema. Una vez que las primeras centrales hidroeléctricas españolas comenzaron a operar, las interconexiones con Marruecos y Francia se activaron para apoyar la recuperación. Marruecos suministró hasta 900 megavatios de electricidad a través de las líneas que cruzan el estrecho de Gibraltar, mientras que Francia aportó hasta 2 gigavatios mediante las líneas que conectan con Cataluña y el País Vasco. Marruecos llegó a movilizar hasta el 38 % de su capacidad de generación para ayudar a España a salir del apagón. A pesar de la importancia de estas interconexiones, el apagón ha puesto de manifiesto las limitaciones del sistema eléctrico ibérico, que actúa en la práctica como una «isla energética», caracterizada por su escasa interconexión con el resto de Europa. La capacidad de interconexión entre España y Francia es actualmente de sólo el 2 %, muy por debajo del objetivo europeo del 15 % para 2030. Esto pone de manifiesto la urgente necesidad de reforzar las infraestructuras eléctricas transfronterizas para mejorar la seguridad energética.
La central nuclear de Almaraz recibió una solicitud urgente de Red Eléctrica para intentar poner en marcha su unidad 2, pero al cierre de esa jornada, ninguna planta nuclear española había logrado arrancar. Este retraso en la recuperación de las plantas nucleares hizo que la carga de restablecer el suministro eléctrico recayera principalmente en las centrales hidroeléctricas y en las plantas de gas natural, como los ciclos combinados, que son más costosos que las renovables.
El gestor de la red eléctrica nacional portuguesa, REN, decidió suspender el intercambio comercial de energía con España por precaución, ya que el país importaba alrededor del 30 % de su electricidad del país vecino en el momento del apagón, funcionando de manera autónoma durante los días siguientes al suceso.

### Aumento posterior del precio de la luz
Tras el apagón generalizado, el precio de la luz se disparó significativamente en España. Según expertos, el coste de la electricidad se multiplicó por cinco debido a la necesidad urgente de recurrir a centrales de ciclo combinado, que utilizan gas natural, una fuente mucho más cara que las renovables.
Justo antes del apagón, el precio de la luz era extremadamente bajo, con una media de apenas 5,79 euros por megavatio hora (MWh) y varias horas en las que incluso se registraron precios nulos o negativos debido a la utilización mayoritaria de fuentes renovables. Eso significa que el sistema partía de una base muy baja, por lo que cualquier subida de precio posterior parece más brusca de lo que realmente es, aunque siga lejos de los picos más altos registrados en meses anteriores.
Para restablecer el suministro eléctrico tras el apagón, se activaron centrales de ciclo combinado, que funcionan quemando gas natural. Estas centrales son significativamente más costosas de operar porque dependen de una materia prima cuyo precio es elevado. Y dado que el mercado de la electricidad en España es marginalista, el coste de la electricidad no se calcula en función de la media del precio de todas las fuentes, sino del precio de la última fuente de energía que entra en juego para cubrir la demanda total. Es decir, si para satisfacer toda la demanda diaria se necesitan energías más caras, como el gas, esas marcarán el precio final para toda la electricidad. Las tecnologías más baratas, las renovables, entre ellas las de mayor importancia, la solar, la eólica o la hidráulica, suelen ser las primeras en cubrir la demanda, muchas veces ofreciendo su energía a coste cero.
Este modo operativo especial para asegurar la estabilidad del sistema, que da más protagonismo a los ciclos combinados de gas y que debía ser temporal, se ha convertido en la norma mientras se implementan reformas estructurales en el sistema eléctrico, reformas que no estarán listas hasta el próximo año. Todo esto tiene un impacto directo en el bolsillo de los consumidores al ser el gas una fuente más cara.

### Informe del Ministerio para la Transición Ecológica y el Reto Demográfico
El informe presentado el 17 de junio por el Ministerio para la Transición Ecológica y el Reto Demográfico concluye que el apagón tuvo una causa multifactorial, derivada de una combinación de fallos técnicos como oscilaciones de frecuencia mal amortiguadas, una programación deficiente del sistema eléctrico y respuestas incorrectas de algunas plantas generadoras. Se descartó por completo un ciberataque tras una exhaustiva revisión técnica, aunque se identificaron vulnerabilidades en la infraestructura digital que deben corregirse. En cuanto a las responsabilidades, se señaló a Red Eléctrica de España por no garantizar la estabilidad de tensión y a ciertas instalaciones generadoras por actuar fuera de los parámetros técnicos esperados, aunque la identidad de las empresas gestoras permanece confidencial, si bien se señaló que algunas centrales de ciclo combinado estuvieron indisponibles. Algunos medios señalaron también a la megaplanta solar Núñez de Balboa, de Iberdrola, en la provincia de Badajoz.
Como propuestas de mejora, el comité recomienda modernizar el marco normativo, reforzar los controles dinámicos de tensión en las plantas, actualizar los protocolos de emergencia y aumentar la ciberseguridad del sistema eléctrico. En este sentido, el Gobierno aprobó el 25 de junio el Real Decreto-ley 7/2025 de medidas urgentes para el refuerzo del sistema eléctrico. Entre las medidas destacadas, se fortalecen los mecanismos de supervisión y control técnico (con informes e inspecciones periódicas a cargo de la CNMC), se declara de utilidad pública el almacenamiento energético y se simplifica su tramitación, especialmente en instalaciones híbridas generación‑almacenamiento (eliminando barreras como la evaluación de impacto ambiental en ciertos casos). Se reorganiza la jerarquía de despacho dando prioridad a las renovables con almacenamiento, se introducen mecanismos para repotenciar instalaciones existentes y caducidad automática de permisos no usados en cinco años, y se habilita al Consejo de Ministros para acelerar la planificación y ampliación de la red de transporte sin informes externos. También se impulsa la electrificación (movilidad y climatización), se amplían los límites del autoconsumo colectivo hasta 5 km, se crea la figura del gestor de autoconsumo y se eximen ciertos proyectos (recarga eléctrica, bombas de calor, geotermia) de autorizaciones y tasas fiscales, con bonificaciones municipales específicas.

### Informe de la Red Europea de Gestores de Redes de Transporte de Electricidad (ENTSO-E)
La Red Europea de Gestores de Redes de Transporte de Electricidad (ENTSO-E) ha emitido un informe elaborado por expertos, que analiza las circunstancias del apagón masivo. Las primeras conclusiones identifican el origen del incidente en la gestión de la interconexión entre la península ibérica y Francia.
Según el informe de ENTSO-E, «los resultados preliminares indican que durante la media hora anterior al apagón se observaron dos períodos de oscilaciones (oscilaciones de potencia y frecuencia)» en la zona afectada: «El primero tuvo lugar entre las 12:03 y las 12:07. El análisis preliminar de la información disponible indica que se trató de una oscilación local, que afectó principalmente a los sistemas eléctricos de España y Portugal. La segunda oscilación comenzó entre las 12:16 y las 12:22. Se trató de una oscilación interárea».
El informe incluye una cronología que relata que sobre las 12:33, «se observó un aumento de tensión en España, que conllevó un aumento similar en Portugal, y la frecuencia disminuyó [...] La tensión en la zona sur de España aumentó drásticamente, y consecuentemente también en Portugal. La sobretensión desencadenó una cascada de pérdidas de generación que provocaron una caída de la frecuencia del sistema eléctrico de la península ibérica». A continuación, los planes de defensa «se activaron pero no pudieron evitar el colapso del sistema eléctrico ibérico» y «las líneas aéreas de corriente alterna entre Francia y España fueron desconectadas mediante dispositivos de protección contra la pérdida de sincronismo» y como consecuencia, «todos los parámetros del sistema eléctrico español y portugués colapsaron, y las líneas HVDC entre Francia y España dejaron de transmitir energía».
El objetivo del comité de expertos hasta el último informe de octubre de 2025 es identificar la causa de esa desconexión y el motivo de por qué los Planes de Defensa del Sistema no fueron capaces de atajar lo ocurrido para evitar el apagón.

## Posibles causas

### Hipótesis descartadas

#### «Fenómeno atmosférico inusual» alertado por REN
A las 15:03 GMT, el operador de red portugués REN declaró que el corte se debió a un «fenómeno atmosférico inusual» en España que provocó oscilaciones en las líneas eléctricas de alta tensión e interrumpió la sincronización entre sistemas. Además, informó que la red podría tardar hasta una semana en volver a la normalidad.
Este fenómeno atmosférico inusual podría haber provocado una caída de producción de energía solar o eólica y producir una oscilación que habría resultado en un desequilibrio del sistema. Algunos expertos del sector eléctrico han señalado que la creciente integración de energías renovables intermitentes, como la solar y la eólica, generan oscilaciones en la frecuencia y el voltaje de la red eléctrica. Estas fluctuaciones pueden comprometer la estabilidad del sistema, especialmente cuando la generación renovable supera la capacidad de absorción de la red o no existe suficiente capacidad de almacenamiento.
El 29 de abril, la Agencia Estatal de Meteorología española comunicó que el día del apagón no hubo fenómenos atmosféricos inusuales o cambios bruscos de temperatura.

#### Incendio en Francia
Un incendio, reportado en el sur de Francia entre Perpiñán y el este de Narbona, que dañó una línea eléctrica de alta tensión, también ha sido identificado como una posible causa por REN. El gestor de la red francesa de transporte de electricidad, en francés: Réseau de Transport d'Électricité (RTE), declaró en su cuenta oficial de X que no hubo incendios en el área, desmintiendo dichas afirmaciones planteadas.

### Hipótesis planteadas

#### Fallo múltiple o cúmulo de casualidades
Los expertos coinciden en que para que se produzca un apagón eléctrico a gran escala generalmente se requiere una confluencia de factores, no solo una única causa. Las redes eléctricas modernas están diseñadas con múltiples capas de protección y redundancia, por lo que si una sola falla, por sí sola no suele bastar para generar un colapso sistémico. En este sentido se pronunció la Red Europea de Gestores de Redes de Transporte de Electricidad (ENTSO-E), indicando en un informe preliminar que el apagón ibérico fue causado por una compleja cadena de eventos.
Entre los fallos señalados se encuentran la desconexión de plantas solares en el suroeste de España, que dejaron de producir electricidad de forma repentina, un problema de coordinación de los mecanismos de seguridad o «cortafuegos» de Red Eléctrica de España (REE), que no funcionaron bien y no pudieron contener el fallo, y el corte de la interconexión con Francia para evitar que el problema afectara a otros países de Europa.
«El hecho de que las desconexiones se produjeran en la región suroeste peninsular puede hacer pensar que la pérdida de generación es solar», dijo Eduardo Prieto, director de servicios para la operación de Red Eléctrica de España. La Unión Española Fotovoltaica (UNEF), organización que representa al sector de la energía solar fotovoltaica, indicó que sus plantas no se apagaron por decisión propia, sino que fue el sistema eléctrico el que las desconectó automáticamente, como parte de los mecanismos de seguridad que actúan en situaciones de emergencia. Aseguran que las plantas solares estaban funcionando como estaba planeado desde el día anterior, ya que la producción se programa con antelación.
Todo esto provocó una reacción en cadena que apagó muchas otras plantas eléctricas automáticamente, ya que el sistema no podía mantener el equilibrio, pues la frecuencia debe mantenerse estable para que todo funcione. Esto se conoce como «deslastre de carga». En total se perdieron unos 15 gigavatios de potencia.
El apagón ocurrió un día en el que la energía solar estaba generando casi el 60 % de la electricidad, algo que ya ha ocurrido en otras ocasiones sin causar problemas. Diversos expertos apuntan a una mala gestión del sistema eléctrico por parte de REE.
Eduardo Prieto, director de Servicios de Operación de REE también sugirió que la pérdida de la interconexión con Francia, que se cortó como medida de seguridad para proteger a Francia de un apagón en cadena, generó un grave desequilibrio que terminó de llevar el suministro al colapso.
Seis días antes del apagón, el 22 de abril, pero también el 24, REE indicó en un informe que el sistema había sufrido una combinación de incidencias juntas que, aunque por separado eran habituales, nunca se habían producido al mismo tiempo. Entre los sucesos señalados se encontraron cambios bruscos en los intercambios internacionales: con Portugal, que pasó de forma rápida de exportación a importación, y con Francia, que precisó de un aumento repentino de importación de 1700 MW; la caída repentina en la producción fotovoltaica: el día 22 por una reducción de la radiación solar, y el día 24 por una subida abrupta de generación solar (+1000 MW en apenas 90 segundos); la indisponibilidad de parte de la red por causas climáticas: lluvias intensas en la zona centro, que forzaron a concentrar el transporte eléctrico en menos líneas, aumentando la sobrecarga; la activación de protecciones automáticas de distintas plantas, que al desconectarse del sistema, dejaron de absorber energía reactiva; y el contexto de alta exportación con parte de la red limitada, pues se estaban haciendo trabajos programados en la interconexión con Francia, lo que restringía la capacidad de respuesta del sistema.
Tras el apagón, diversas publicaciones han señalado posibles fallos en la gestión del operador del sistema, Red Eléctrica, al haber mantenido en operación un número inusualmente bajo de centrales de ciclo combinado en la mañana del 28 de abril, en comparación con días previos. Esta baja disponibilidad de generación síncrona, esencial para la estabilidad del sistema, coincidió con una mayor integración de fuentes renovables como la fotovoltaica. El presidente del Gobierno, Pedro Sánchez, subrayó posteriormente en el Congreso que fueron las centrales hidráulicas, junto con las interconexiones internacionales y el ciclo combinado, las que permitieron recuperar el suministro. Tras el incidente, se incrementó notablemente el uso de ciclos combinados y energía nuclear.

#### Exceso de energía solar y falta de sincronía
Una de las hipótesis del apagón fue la de un desequilibrio entre la producción y la demanda de electricidad en ese momento, es decir, que hubiese demasiada electricidad en circulación y falta de demanda para consumirla (un exceso de oferta). Esto generaría lo que se denomina un hueco de tensión. Y cuando la tensión se dispara, igual que en un hogar «saltan los plomos», saltan los sistemas automáticos de seguridad para evitar daños, lo que habría llevado a que muchas plantas solares se desconectaran de golpe para protegerse.
Jorge Morales de Labra, ingeniero industrial y Director de Proxima Energia, dijo en una entrevista en La 1 que «el sistema eléctrico fue víctima de su propio éxito», ya que no pudo absorber el exceso de energía solar, lo que derivó en el mencionado hueco de tensión: «el sistema está funcionando tan bien que hay momentos en los que no sabe cómo gestionar tanta energía limpia».
Otra teoría es que había poca inercia en el sistema eléctrico. La causa exacta del apagón sigue siendo objeto de investigación, pero ha suscitado un debate sobre la estabilidad de los sistemas eléctricos con elevados porcentajes de energía renovable variable. Varios estudios indican que las fuentes síncronas, como la hidráulica, el gas o la nuclear, aportan inercia eléctrica al sistema, lo que ayuda a estabilizar la frecuencia y el voltaje ante cambios de tensión rápidos. En cambio, la solar y la eólica, conectadas a través de inversores electrónicos, no aportan inercia de forma natural, lo que puede agravar situaciones de inestabilidad si no están compensadas por tecnologías de almacenamiento o control avanzado. Adam Bell, director de políticas de la consultora estratégica Stonehaven, argumentó que la falta de inercia debida a las energías renovables no fue el «principal motor del apagón», ya que la inercia seguía presente en el momento del apagón debido a las tecnologías nuclear, hidroeléctrica y de apoyo a la red, como los condensadores síncronos. Bell señaló que la energía solar, eólica e hidráulica siguieron funcionando después del suceso, mientras que la generación a partir de combustibles fósiles no lo hizo. Otros expertos también añadieron que la red ya había estado otras veces con niveles incluso menores de inercia sin problema.
El apagón ha puesto de relieve la necesidad de seguir invirtiendo en la estabilidad y resistencia de la red eléctrica a medida que España y otros países avanzan hacia porcentajes más elevados de energía renovable. En este sentido, la consultora Aurora Energy Research señaló que las pérdidas de energía solar y eólica aumentaron más de diez veces en 2022 respecto a 2021 en España, evidenciando que la capacidad de la red de transporte no ha crecido al ritmo de las energías renovables, lo que puede generar interrupciones en la generación.
Este riesgo ya venía siendo advertido por ENTSO-E en sus informes de evaluación de red (ERAA) del año 2022, en los que otorgaba a España un riesgo de apagón de 6,7 horas para el año 2025. Igualmente, el informe de cuentas anuales consolidadas de Red Eléctrica de España (REE) en 2024, en la evaluación del impacto de riesgos de importancia: «Desconexiones de generación por elevada penetración de renovables sin capacidades técnicas necesarias para el adecuado comportamiento ante perturbaciones».
Así, en 2024 Red Eléctrica propuso una actualización de los criterios de seguridad del sistema eléctrico, vigentes desde 1996, ante el creciente peso de las energías renovables. Aunque no consideró urgente su aplicación, la compañía subrayó la necesidad de adaptar las protecciones del sistema a las nuevas tecnologías y condiciones de operación. Sin embargo, no recibió respuesta por parte del Ministerio para la Transición Ecológica.

#### Ciberataque
Una de las posibles causas que se están investigando es si hubo un ciberataque, es decir, un ataque informático (o fallo en la seguridad informática) que afectó a alguna parte del sistema eléctrico. El Centro Nacional de Inteligencia (CNI), el Centro Criptológico Nacional (CCN), el Instituto Nacional de Ciberseguridad (INCIBE) y el Centro Nacional de Protección de Infraestructuras Críticas (CNPIC) están investigando esa posibilidad. Además, la Audiencia Nacional abrió diligencias para determinar si el apagón pudo haber sido un acto de sabotaje informático.
Red Eléctrica de España (REE), que gestiona gran parte del sistema de transporte de electricidad del país, descartó, de forma preliminar, que sus sistemas hayan sufrido un ciberataque; sin embargo, existen muchas otras instalaciones eléctricas ajenas a REE, de compañías privadas, que son las encargadas de la generación, que no han aclarado este extremo. Para poder descartar completamente esta hipótesis no basta con comprobar que el centro de control de Red Eléctrica no fuera atacado.
La presidenta de Redeia, la empresa matriz de REE, Beatriz Corredor, indicó que, por ahora, no han encontrado señales de un ciberataque en sus sistemas. Aun así, han permitido que expertos del INCIBE y del CNPIC entren físicamente a sus instalaciones para que puedan hacer una investigación más profunda, en persona y con acceso directo, por si hay algo que sus propios sistemas no hayan detectado, especialmente en otras partes del sistema eléctrico.
Tras ello, hubo críticas al Gobierno por mantener abierta la hipótesis del ciberataque tras descartar REE que hubiese ocurrido en sus instalaciones. En este sentido, la vicepresidenta tercera y ministra de Transición Ecológica, Sara Aagesen, insistió en que, como el sistema eléctrico tiene miles de puntos conectados entre sí, no se puede descartar un ciberataque solo con revisar el centro de REE, pues haría falta analizar muchos más lugares para estar seguros.
Jorge Sanz, expresidente de la Comisión de Expertos para la Transición Energética, en una entrevista en Onda Cero consideró muy difícil el ciberataque: «Me parece muy difícil un hackeo a 15 gigavatios a la vez. Es mucho más probable que todo se haya desconectado por una sobretensión provocada por un exceso de oferta», señalando que probablemente el origen del problema fue una deficiente gestión del mix energético.

## Áreas afectadas
Las zonas afectadas han sido la península ibérica (España peninsular, Portugal continental y Andorra) y el sur de Francia. Aunque algunos medios publicaron que ha habido reportes de cortes de energía en Alemania, las autoridades de ese país dijeron que la electricidad se encuentra funcionando de manera estable y que, gracias a la seguridad que brinda su sistema de suministro altamente redundante, es muy improbable que las fallas originadas en España lleguen a afectarles. La España extrapeninsular (los archipiélagos de Canarias y Baleares, así como Ceuta y Melilla), los archipiélagos portugueses (Madeira y Azores) y Gibraltar, no se vieron afectados, aunque horas después de iniciarse el apagón, en torno a las 18:06h hora local, se produjo una congestión de los sistemas de red y falta de insuficiencia, muy posiblemente, en los generadores que mantenían los sistemas operativos, Internet; tanto vía fibra óptica, coaxial, redes móviles, telefónica y de línea externa, telefonía y bancarios en Canarias y Baleares, los cuales dejaron de funcionar en ese mismo instante y posteriormente tuvieron varios fallos de conexión reflejados en caídas de servicio temporales, que se alargaron incluso hasta el miércoles 30 de abril.

### Portugal

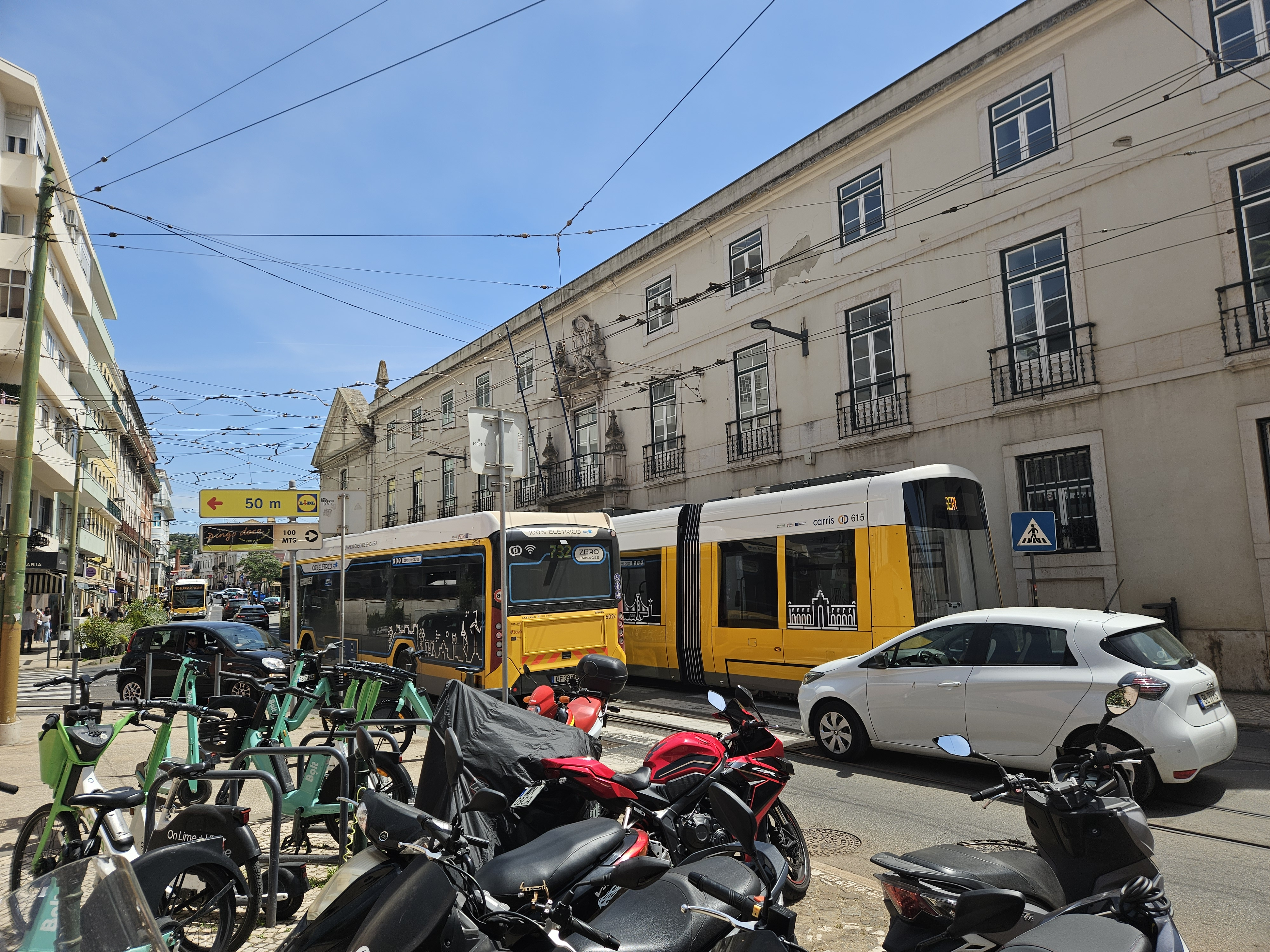
Vehículos esquivando un tranvía parado en una calle de Lisboa como consecuencia de habérsele cortado el suministro eléctrico

En Portugal, el apagón paralizó el metro de Lisboa, los trenes y los semáforos. Las redes móviles también experimentaron graves limitaciones, en particular las llamadas de voz con datos. Los hospitales recurrieron a generadores para mantener sus operaciones. Los trenes de cercanías de Fertagus se detuvieron en las estaciones y se desplegó más policía para solucionar los problemas de tráfico causados por la avería de los semáforos.
El aeropuerto de Lisboa operó con limitaciones y cerró alrededor de las 13 horas. Los aeropuertos de Oporto y Faro conectaron la energía a generadores. El gabinete del primer ministro Luís Montenegro celebró una reunión de emergencia por el apagón, a la vez que afirmó sobre un posible «origen del apagón en España». Alrededor de las 21.38 GMT se permitió el despegue de los vuelos nocturnos en el aeropuerto de Lisboa.
Los hospitales recurrieron a generadores para mantener sus operaciones. A las 14.00 horas, el Hospital de Santa María, en Lisboa, suspendió toda la actividad programada y activó el plan de contingencia, tras revaluar la situación. La empresa Águas de Portugal pidió a la población mucha moderación en el consumo de agua, ya que el apagón supone que no hay energía necesaria para transportarla.
La Liga Portuguesa de Fútbol anunció la postergación del partido del Casa Pia contra el Estoril Praia, por la 31.ª jornada de la Primeira Liga, así como de los dos partidos de Segunda Liga previstos para el 28 de abril, debido a la falta de energía. El apagón también provocó el aplazamiento del juicio a Mário Machado y Rui Fonseca e Castro, dos detenidos durante una manifestación no autorizada durante las celebraciones del 25 de abril. También se informo que el debate entre el actual primer ministro portugués, Luís Montenegro, y el líder de la oposición, Pedro Nuno Santos, que estaba previsto para la noche del día 28, en el marco de la preparación para elecciones parlamentarias previstas para el 18 de mayo, habría sido pospuesto.
A las 18.00 horas las gasolineras Galp cerraron, abasteciendo únicamente a vehículos de emergencia. A las 20.00 horas se reconectaron al servicio de electricidad estable varias zonas del norte de Portugal, incluidas algunas zonas de Matosinhos, Penafiel y Marco de Canaveses, así como en algunas zonas de Abrantes, Sardoal, Golegã, Torres Novas y Mação. Un rato más tarde, partes de Coimbra se empezaron a volver a alumbrar, así como la Gran Lisboa, incluidas Odivelas, Alvalade, Marvila, Sete Rios y el Parque das Nações.
Finalmente, el servicio se restableció por completo en Portugal el 29 de abril.

#### Fallecidos
Al menos una persona falleció como consecuencia del apagón en Portugal. La víctima, de 77 años, estuvo conectada a un respirador mecánico en su domicilio las 24 horas del día. Según el canal de televisión estatal RTP, el respirador se quedó sin batería y el Servicio Nacional de Emergencias Médicas no llegó a tiempo para auxiliarla.

### España

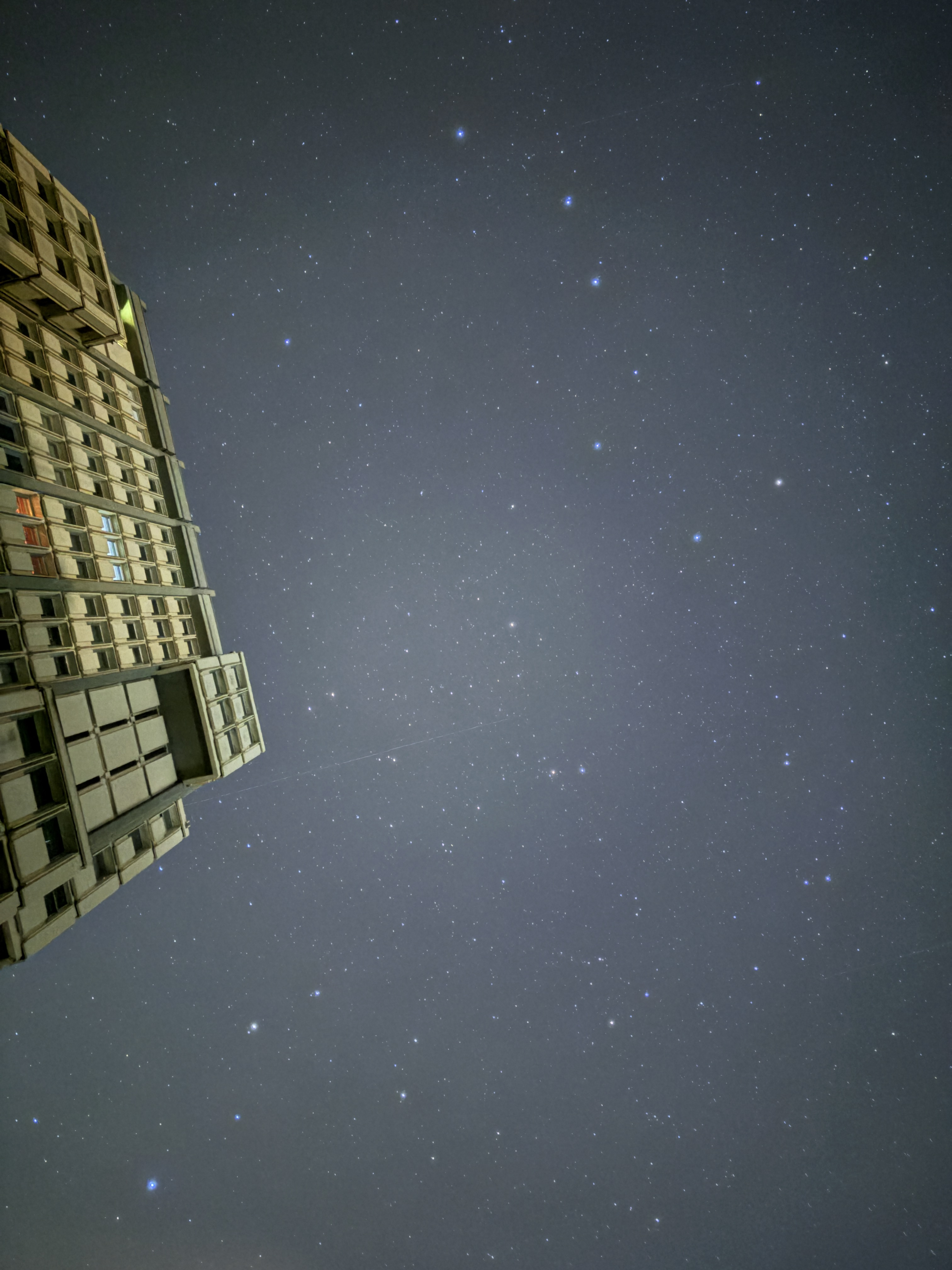
Cielo estrellado debido a la falta de contaminación lumínica en La Coruña durante el apagón

Las autoridades españolas informaron que las centrales nucleares del país fueron desconectadas automáticamente de la red debido a la pérdida de suministro eléctrico. Los servicios de telecomunicaciones e internet también se vieron afectados, y NetBlocks indicó que las conexiones web se redujeron a tan solo el 17 % del uso normal. Asimismo, los datos de la red nacional mostraron que la demanda nacional se redujo drásticamente alrededor de las 12:15 horas, de 27 500 MW a casi 15 000 MW.
La actividad del país quedó detenida en su totalidad, desde las Cortes Generales al torneo de tenis Mutua Madrid Open 2025. Las comunidades autónomas de Madrid, Castilla-La Mancha, Aragón, Galicia y Comunidad Valenciana solicitaron la suspensión de clases al día siguiente y la retirada de los alumnos al momento del apagón.
En Sierra Nevada tuvieron que rescatar a 16 personas atrapadas en un teleférico que había dejado de funcionar por el corte repentino de la luz.
A consecuencia del apagón, el Consejo de Ministros de España acordó la aprobación el 29 de abril de un acuerdo preventivo para liberar tres días de reservas estratégicas de productos petrolíferos.
Poco antes de las 19 horas, comenzó a restablecerse el suministro eléctrico en varias zonas de Cataluña, Aragón, País Vasco, Galicia, Asturias, Navarra, Castilla y León, Extremadura y Andalucía.
Tres días después del apagón seguían sin funcionar los servicios de teleasistencia a personas vulnerables en varias comunidades autónomas, lo que se conoce como el «botón rojo» con el que avisar en caso de ayuda inmediata. En algunos casos el sistema siguió funcionando hasta que se acabó la batería del dispositivo. Una vez reiniciado había que configurarlo y muchos usuarios no sabían cómo hacerlo, por lo que técnicos del servicio tuvieron que acudir casa por casa a reiniciarlo.

#### Red ferroviaria
Los mayores episodios de crisis durante el apagón se dieron en la Red Ferroviaria de Interés General y en el resto de ferrocarriles, como las redes de metro. Todos los trenes se quedaron sin alimentación eléctrica y a la deriva en la vía hasta detenerse, sin poder moverse ni encenderse una vez detenidos. Esto provocó que decenas de trenes quedaran parados en zonas poco pobladas o de difícil acceso, y, en el caso de los metros, en mitad de túneles sin apenas iluminación.

Parada de autobús colapsada junto a la estación de Málaga-María Zambrano a las 14:18

Las principales labores de rescate durante el apagón se orientaron a evacuar a los 35.000 pasajeros de los trenes desperdigados en la península. De los 116 trenes afectados a las 12:30, a las 18:30 había 26 trenes sin evacuar y a las 0:00 quedaban 7. Fue especialmente llamativo el caso de un tren atrapado en mitad de los túneles de Pajares. Ante la cancelación de todos los trenes durante el 28 de abril por parte de Adif, algunas estaciones colapsaron de pasajeros y quedaron abiertas por la noche para alojar a los afectados.
Durante dicha jornada, muchos usuarios compartieron por medio de las redes sociales varias imágenes y videos del servicio de trenes durante el apagón, ya sea desde fuera o en el interior de estos.
Los aeropuertos, por su parte, funcionaron con relativa normalidad gracias a que contaban con generadores, si bien se cancelaron 344 vuelos de los 6000 previstos, el 20 %.

#### Baleares
En Baleares no se registró ninguna incidencia debido a la interrupción del suministro eléctrico peninsular. La línea interpeninsular que conecta con Red Eléctrica a Mallorca, vía marítima, quebró justo a las 12:33h, por el apagón peninsular. Al hacerlo, las centrales regionales, como la central térmica de Es Murterar, en el norte de Mallorca, «que solo se utiliza en casos de emergencia» se activó. La central térmica de Cas Tresorer o Son Reus, en Palma de Mallorca, entre otras, siguieron su curso. Estas centrales aumentaron la potencia para abastecer la demanda, en cada isla por individual (al ser una red al 93 %, aproximadamente, la que proviene de generación independiente) y/o en cooperación por las diferentes tramos de conexiones que conectan Ibiza, Formentera y Menorca, compaginando, según fuentes de Endesa y la televisión IB3.
Una vez se ha restablecido el suministro eléctrico a nivel nacional a lo largo de la madrugada del martes 29, se abren el «POLO1 a las 14:14 y POLO2 14:45», que conecta la línea interpeninsular con Mallorca, siendo así una de las últimas de todas las líneas eléctricas en restablecerse tras el apagón peninsular. Esta línea, cabe aclarar que había sido desonectada internamente, con la isla, por seguridad, tras la caída del servicio.
A la tarde del lunes 28 de abril, fueron las horas más críticas en el sector de telecomunicaciones (tanto regional como nacional), justo a las 18:06 horas, irrumpía un apagón total en las telecomunicaciones (fibra óptica, coaxial, redes móviles y línea de telefonía) dejaron de funcionar por completo repentinamente. Esta incomunicación total duró 2 minutos, donde se vieron afectas prácticamente todas las islas, al haber quedado irrumpido, muy presumiblemente, el suministro de baterías o generadores peninsulares en las diferentes centrales (por la dependencia que supone), y por la larga extensión del apagón nacional (que ya estaba durando más de 6 horas en este momento).
Tras dos minutos de total incomunicación, volvió solamente la fibra óptica (Wifi-Ethernet de los hogares), posiblemente por un reinicio, parada de baterías (SAI-UPS) o generadores restablecidos en la península ibérica, de sus diferentes centrales de telecomunicación. Cabe destacar que tampoco funcionaban correctamente los bancos y pagos por transferencia electrónica, por lo que los comercios abiertos recurrieron al pago en dinero efectivo a sus clientes, como en prácticamente toda España, la situación, similar.
Estas consecuencias de incomunicación vinieron acompañadas de la activación Protocolo de Seguridad PLATERBAL de las Islas Baleares, en el Nivel 0, al no haberse restablecido por completo y haber cortes momentáneos muy frecuentes. El número de emergencia 061 dejó de estar operativo durante la crisis del apagón, y el Gobierno autonómico junto al Equipo de Emergencias redirigió estas al 112 a la ciudadanía. Por persistencia en la incomunicación vía telefónica, se activó el Nivel 1, hecho que reunió al Gobierno regional durante toda la madrugada para hacer un seguimiento de la situación.

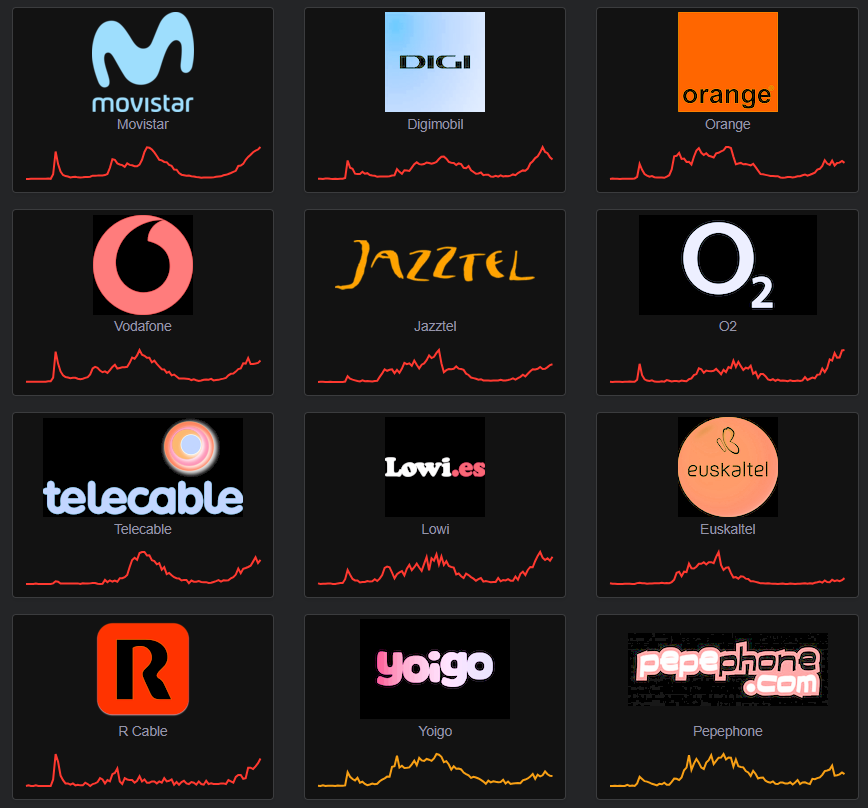
Caída de las operadoras telefónicas en España. 29/04/25 a las 09:00 h (CET) Downdetector

Sobre las 18:27 horas, aproximadamente, regresaron las telecomunicaciones de manera local vía telefónica, sin línea de datos, aunque en la mayoría del territorio no fue así hasta las 7 de la mañana siguiente, el martes 29 de abril, cuando empezó a operar finalmente tanto la línea telefónica junto a la de datos.
Ya pasada la jornada, el martes quedó desactivado el protocolo PLATERBAL y progresivamente las telecomunicaciones fueron siendo restablecidas de manera paulatina y lenta (bandas 3G, H+, 4G, 5G), como en el resto de España, aunque en Baleares quedó restablecido sobre las 10:00 horas, dependiendo de la localidad y compañía residente.
Los vuelos en el Aeropuerto de Son Sant Joan (Palma) reportaron hasta 12 incidencias con la península vía aérea, aunque en líneas generales operaron con normalidad.
Por su parte, en el Puerto de Palma tampoco se reportaron incidencias destacables, agradeciendo reservas por el comienzo de la temporada. Algunas empresas locales de Menorca se vieron afectadas por productos que no alcanzaban la isla.

#### Muertes por causas relacionadas
Debido al apagón se confirmaron 7 muertes relacionadas a nivel nacional. La primera en la localidad de Alcira (Comunidad Valenciana) donde falleció una mujer de 46 años que dependía de un respirador. La segunda muerte se confirmó en Madrid, tras un incendio producido dentro de una casa por culpa de una vela usada para dar luz a causa del apagón, que dejó a una mujer de 52 años fallecida y a 13 personas intoxicadas por el aire contaminado. Horas después, se sumaron los 3 integrantes de una familia en Taboadela, Orense (Galicia) debido al monóxido de carbono del humo de un generador usado en interiores, usado porque el miembro más anciano de la familia requería de un respirador. Posteriormente se confirmó un fallecido en Basauri, ubicado en la provincia de Vizcaya y otro deceso más en Castilla y León, exactamente de una persona con ELA que precisaba de un sistema de ventilación mecánica que no fue brindada a tiempo por el apagón.

### Andorra
El proveedor de electricidad andorrano, Forces Elèctriques d'Andorra, informó que el corte de suministro eléctrico procedente de España afectó al principado durante unos segundos. Un sistema de recuperación automática conectó la red eléctrica andorrana a la francesa. El operador de telefonía e internet Andorra Telecom informó de un corte similar en la conexión a internet.

### Francia

Frecuencia de la red en Alemania en el momento de la separación de la red de las zonas afectadas de la red interconectada europea

El operador del sistema de transmisión eléctrica, RTE, informó de un corte de energía que duró casi una hora en el País Vasco francés.

### Otros
En Reino Unido, Países Bajos, Italia, Alemania y Bélgica, ciertos informes reportaron breves cortes del suministro eléctrico, todos ellos en paralelo al ocurrido en la península ibérica.
También en Marruecos, proveedores de Internet como Orange experimentaron problemas debido a que sus servidores en España estaban fuera de línea.
Además, en Groenlandia sufrieron algunas consecuencias en conectividad en telecomunicación, según reportes locales, debido a la dependencia de equipos que conectan con las islas Canarias, y que estas se vieron igualmente afectadas en esos mismos; como los residentes en Marruecos, Baleares, Ceuta y Melilla, junto a la península ibérica. El operador Tusass confirmó este hecho, siendo una de las principales distribuidoras de la zona.

## Reacciones

### España
El presidente del Gobierno, Pedro Sánchez, convocó una reunión de emergencia del Consejo de Seguridad Nacional por el apagón.
A nivel municipal y autonómico, las instituciones activaron sus planes de emergencia y se reunieron en gabinetes de crisis para hacerle frente a la situación. Los gobiernos de la Comunidad de Madrid, Extremadura, Andalucía, Castilla-La Mancha, Comunidad Valenciana, Galicia, La Rioja y la Región de Murcia solicitaron al Gobierno de España activar el nivel 3 de emergencia, lo que implicó que la gestión se centralizara en el ministerio de Interior. El resto de autonomías optaron por gestionar por su cuenta el apagón. La presidenta de la Comunidad de Madrid, Isabel Díaz Ayuso, llegó a pedir la salida del Ejército. Ninguna comunidad autónoma vio necesario activar el sistema de avisos de emergencias ES-ALERT, aunque su impacto hubiera sido limitado ante la caída de las telecomunicaciones.

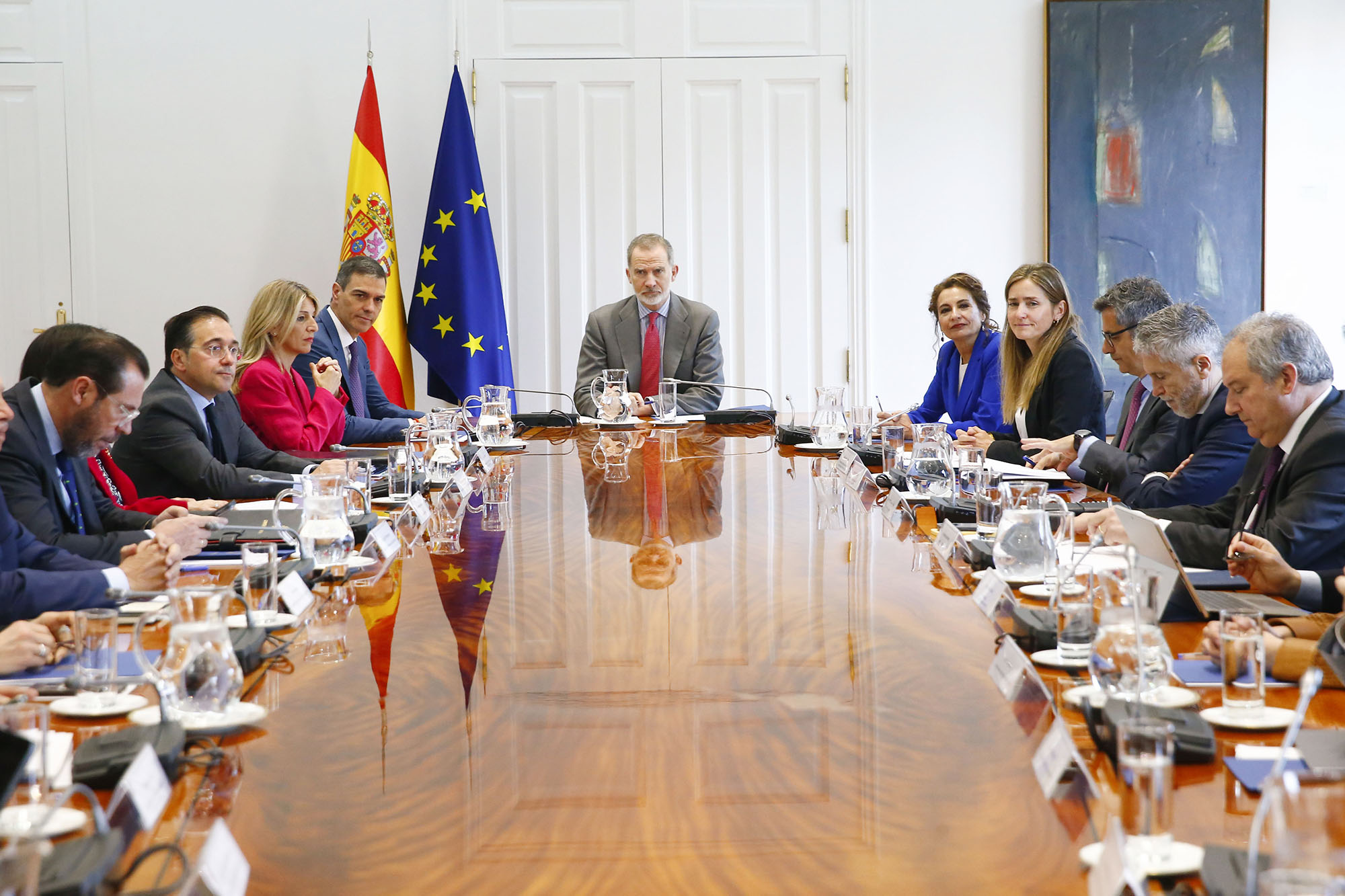
Reunión del Consejo de Seguridad Nacional de 29 de abril de 2025, presidido por el rey Felipe VI, para tratar el apagón

Ante la falta de una explicación clara por parte de los técnicos de Red Eléctrica de España (REE) sobre qué causó el apagón, el presidente del Gobierno, Pedro Sánchez, reunió de urgencia el martes 29 a REE y a las compañías eléctricas que participan en el mercado eléctrico de España para exigirles todos los datos técnicos brutos sobre lo que ocurrió. Asimismo, convocó al Consejo de Seguridad Nacional para evaluar la situación y anunció la elaboración de dos informes independientes: uno a cargo del Ministerio para la Transición Ecológica y el Reto Demográfico y otro pedido a Bruselas. También creó un comité multidisciplinar para analizar las causas del apagón, formada por representantes de Presidencia del Gobierno (a través del Departamento de Seguridad Nacional), el Ministerio de Defensa (a través del CNI y el Estado Mayor de la Defensa), el del Interior (a través del Centro Nacional de Protección de Infraestructuras Críticas (CNPIC) y la Oficina de Coordinación Cibernética), el de Transformación Digital (a través de la Subdirección General de Seguridad Digital), el Instituto Nacional de Ciberseguridad (INCIBE) y el Consejo de Seguridad Nuclear (CSN). También está previsto incorporar a representantes de la Comisión Nacional de los Mercados y la Competencia (CNMC), operadores privados del mercado de la electricidad en España y representantes internacionales.
El presidente del Partido Popular, y líder de la oposición, Alberto Núñez Feijóo, acusó al Gobierno de mentir sobre las causas del apagón y generó controversias debido a que el presidente del Gobierno, Pedro Sánchez y la presidenta de la Red Eléctrica, Beatriz Corredor, dijeron públicamente hace tiempo que un apagón generalizado era imposible en España.
Una encuesta realizada por el Centro de Investigaciones Sociológicas (CIS) y publicada el 3 de mayo de 2025, reveló que el 59,6 % de los españoles consideraba que la información dada por el Gobierno de la Nación fue «insuficiente», frente a un 28,4 % que la consideró «suficiente» y un 8,2 % que no pudo o quiso valorarla. Asimismo, un 52,4 % de los encuestados consideró que el apagón le afectó «mucho» o «bastante», frente a un 46,2 % que le afectó «poco» o «nada». Por último, ante la pregunta sobre la necesidad de crear un Ministerio específico para emergencias, la opinión quedó dividida entre los que estaban en contra (49,3 %) y los que estaban a favor (47,2 %).
En 1981, tuvo lugar algo similar, aunque en menor escala. Un apagón que se prolongó durante tres horas y afectó a la mitad del territorio peninsular. Zonas como el centro del país, Extremadura, parte del Levante y Andalucía sufrieron cortes generalizados, mientras que Castilla y León, Galicia y Cataluña experimentaron interrupciones parciales. Sin embargo, al día siguiente, se conocían y se hicieron públicas las causas del incidente. En contraste, en 2025 —en plena era digital, con una red eléctrica teleoperada y millones de datos disponibles en tiempo real—, han pasado días desde el último apagón y aún no se ha ofrecido ninguna explicación oficial.
Durante la investigación del apagón, la patronal eléctrica Aelec, criticó que el informe preliminar de la Red Europea de Gestores de Redes de Transporte de Electricidad (Entso-E) omitiera «importantes oscilaciones de tensión» detectadas en la red ibérica en la mañana del apagón y en días previos. Según Aelec, estas anomalías, que fueron observadas e informadas a las autoridades competentes, fueron registradas desde las 10:00 horas del 28 de abril y previamente los días 22 y 24. La patronal también cuestiona que el sistema eléctrico no resistiera una pérdida de 2200 MW, subrayando que debería soportar hasta 3000 MW sin colapsar.
El 23 de mayo de 2025, el diario británico The Telegraph publicó un artículo en el que, citando fuentes en Bruselas, señalaba que el Gobierno podría haber estado «experimentando» con el sistema eléctrico «para evaluar hasta dónde podría aumentar la dependencia de las energías renovables», en el contexto de la eliminación de los reactores nucleares en España. La vicepresidenta tercera del Gobierno y ministra de Transición Ecológica, Sara Aagesen, declaró que «es tajantemente falso que el Gobierno estuviese realizando un experimento», mientras que el PP, a raíz de la publicación del artículo, acusó directamente al presidente Pedro Sánchez de «ocultar la verdad» sobre las causas del apagón y pidió dimisiones urgentes y una investigación internacional por el «experimento» energético que derivó en el gran apagón.
La Asociación de Empresas de Energía Eléctrica (Aelec), que agrupa a compañías como Iberdrola, Endesa y EDP, criticó públicamente a Red Eléctrica de España (REE) por la falta de explicaciones técnicas detalladas sobre el apagón del 28 de abril de 2025. En un comunicado difundido un mes después del incidente, la patronal reclamó «claridad, coherencia y transparencia» en la gestión de la investigación, y solicitó a REE que comparta los datos técnicos con los actores del sector y la comunidad científica. Aelec también negó que sus empresas asociadas hubieran registrado fallos en sus instalaciones, afirmando que las desconexiones de plantas se produjeron automáticamente conforme al reglamento ante una situación de inestabilidad de la red.
En el marco del foro CREO 2025, organizado por CincoDías, los consejeros delegados de Iberdrola España, Mario Ruiz-Tagle, y de Endesa, José Bogas, expresaron públicamente sus valoraciones sobre el apagón del 28 de abril de 2025. Ambos señalaron que la responsabilidad de garantizar la estabilidad del sistema recae en Red Eléctrica de España (REE). Ruiz-Tagle apuntó que ya se habían detectado oscilaciones significativas en los días previos al incidente y defendió que las desconexiones de plantas se produjeron conforme a los protocolos establecidos. Por su parte, Bogas subrayó que REE es «arte y parte» en el suceso, y sostuvo que debe ser un comité investigador independiente quien determine las causas del apagón y proponga mejoras estructurales.

#### Debate sobre la energía nuclear
Tras el apagón, y debido a que no está claro qué falló, surgió una gran discusión ideológica y política, pero también de intereses económicos, sobre el tipo de energía que debe usarse en el país. Los defensores de la energía nuclear argumentan que este apagón muestra los riesgos de depender demasiado de energías como la solar y la eólica, que son más variables. Desde la Unión Española Fotovoltaica (UNEF) recalcan que la tecnología solar es madura y confiable, y que puede aportar estabilidad al sistema eléctrico si está bien integrada.
El presidente del Gobierno señaló en rueda de prensa el martes 29 de abril que «no hubo un problema de exceso de renovables» y que las nucleares, «lejos de ser una solución, han sido un problema» porque estaban apagadas y ha sido necesario desviar a ellas grandes cantidades de energía para mantener sus núcleos estables». El Consejo de Seguridad Nuclear (CSN), dependiente del Ministerio de Industria, precisó que, tras el apagón, las centrales llevaron a cabo el protocolo de emergencia SCRAM, que para la reacción nuclear, con grupos electrógenos diésel propios, que entran en funcionamiento de manera automática, sin alimentación externa. Después, sí precisan alimentación ajena para reactivar la generación de energía.
El presidente del Partido Popular (PP), Alberto Núñez Feijóo, condicionó su apoyo al decreto del Gobierno para mitigar el impacto de los aranceles de Donald Trump en la economía española a que se prolongue la vida útil de las centrales nucleares en España. Argumenta que las centrales nucleares son una fuente de energía segura, barata y limpia y que su cierre incrementaría el precio de la electricidad, aumentaría las emisiones de efecto invernadero a la atmósfera y las importaciones de gas natural, y tendría consecuencias socioeconómicas negativas para las comarcas donde se ubican estas instalaciones.
Sobre esto, Alfredo García, experto en energía nuclear, señaló en un directo en un programa televisivo, que el Colegio de Ingenieros lleva tiempo alertando, a través de informes y comunicados, del riesgo de apagones asociados al cierre de centrales nucleares. Según García, situaciones como las vividas recientemente podrían repetirse en 2030, cuando solo queden cuatro reactores en funcionamiento.
El Gobierno, del Partido Socialista Obrero Español (PSOE), mantiene su plan de cierre progresivo de las centrales nucleares, basado en un acuerdo de 2019 con las compañías eléctricas, y argumenta que la transición energética, con fuentes como la solar, la eólica, la hidráulica y el hidrógeno verde, junto a sistemas de almacenamiento garantizará el suministro eléctrico en el futuro, además de que las energías renovables son las más baratas, entrando en el mix energético del mercado de la electricidad en España a precio cero o negativo, y que otras como el ciclo combinado requieren importar gas del extranjero, siendo mucho más caras por esta razón: «No tenemos recursos fósiles, no tenemos uranio, pero sí tenemos sol y sí tenemos viento», puntualizó Sara Aagesen, vicepresidenta tercera y ministra para la Transición Ecológica. Aunque los medios constataron que España sí tiene uranio, en la mina de Saelices el Chico-Retortillo (Salamanca), de ENUSA, si bien su extracción supone un coste económico y medioambiental, y en 2021 el Gobierno prohibió su explotación a la empresa minera australiana Berkeley tras el informe desfavorable del Consejo de Seguridad Nuclear (CSN).

### Internacional
- Unión Europea: la presidenta de la Comisión Europea, Ursula von der Leyen, habló con el presidente español Pedro Sánchez y publicó en X (antes Twitter): «He reafirmado el apoyo de la Comisión Europea en el seguimiento de la situación con las autoridades nacionales y europeas y nuestro Grupo de Coordinación Eléctrica. Coordinaremos esfuerzos y compartiremos información para ayudar a restablecer el sistema eléctrico, y acordamos permanecer en estrecho contacto».[248][249]
- Ucrania: el Gobierno de Volodímir Zelenski ofreció su ayuda dada la «amplia experiencia» que ha adquirido a lo largo de la invasión rusa a Ucrania, ya que su infraestructura eléctrica había sido objeto de grandes ataques.[250][251][252]